# Medole
Medole é uma comuna italiana da região da Lombardia, província de Mântua, com cerca de 3.316 habitantes. Estende-se por uma área de 25 km², tendo uma densidade populacional de 133 hab/km². Faz fronteira com Castel Goffredo, Castiglione delle Stiviere, Cavriana, Ceresara, Guidizzolo, Solferino.

## Demografia
| Variação demográfica do município entre 1861 e 2011                               |
|                                                                                   |
| Fonte: Istituto Nazionale di Statistica (ISTAT) - Elaboração gráfica da Wikipedia |